# Ragnarok Online
Ragnarok Online, s podtitulem The Final Destiny of the Gods, zkráceně RO, je počítačová hra typu MMORPG vytvořená společností Gravity, inspirovaná manhwa komiksem Ragnarok, jehož autorem je Lee Myung-jin. Hra byla poprvé vydána v Jižní Koreji 31. srpna 2002 a od té doby se rozšířila do celého světa. Na motivy hry vznikl animovaný seriál Ragnarok the Animation a ve vývoji je pokračování – Ragnarok Online 2: Legend of The Second. Herní svět je tvořen 3D prostředím, ve kterém se pohybují 2D postavy. Hlavní změny a pokračování příběhu jsou zaváděny ve formě tzv. epizod.

## Prostředí
Ragnarok Online je tvořen množstvím různorodých map (neboli herních lokací) a monster, přičemž mnoho stejných monster se nachází v různých mapách. Cestování mezi mapami vyžaduje jejich nahrávání. Monstra cestovat nemohou.
Součástí světa Ragnaroku jsou oblasti ze severské mytologie jako je Niflheim, země mrtvých, a Valhalla, kde hráči mohou přestoupit na tzv. Transcendent Classes (tj. znovuzrozené povolání). Nové mapy jsou do hry průběžně přidávány spolu s novými epizodami. Každý hráč začíná v oblasti zvané Rune Midgard.
Některé servery prošly od roku 2010 značnými změnami, dohromady pojmenovanými "Renewal" (tj. obnovení). Renewal přineslo mnoho změn do herní mechaniky, z nichž asi největší se týká přebudování systému charakterových bodů a jejich vlastností a dále také uvedení tzv. 3rd Classes (tj. třetích povolání). Mezi další změny patří i úpravy uživatelského rozhraní, klávesových zkratek a dovedností.

## Herní možnosti
Ragnarok Online obsahuje tradiční prvky MMORPG her, jakou jsou NPC questy, party systém, guildy (neboli organizované spolky hráčů), výroba předmětů, obchodování, zvířecí pomocníci, bossové atd.
Velkou důležitost mají "karty", které s velmi malou pravděpodobností padají ze zabitých monster. Tyto karty lze vkládat do některých typů zbraní a zbroje a vylepšovat tak jejich vlastnosti.

### PvP
PvP systém je rozdělen na tři části. "War of Emperium", zkráceně WoE (nebo také Guild Wars, GW), je bitva guild o tzv. guildovní hrady. Cílem je rozbít krystal zvaný "Emperium" uprostřed hradu bráněného nepřátelskou guildou. WoE se konají jen v určitých časech, zpravidla dvakrát týdně.
V některých městech jsou přístupné klasické PvP arény. Hráči si mohou vybrat boj s rizikem ztráty zkušeností a předmětů při smrti, nebo zcela bez rizika.
"Battlegrounds" (tj. bojiště) jsou arény se speciálními pravidly, kde hráči mohou za účast v boji získat unikátní odměny.
Některé servery dovolují PK systém, což je boj hráčů mezi sebou mimo PvP arény.

## Systém povolání
Povolání jsou jedním z nejdůležitějších článků Ragnaroku Online. Systém povolání se zpočátku skládal ze 13 specializací, jejichž počet se s postupnými aktualizacemi rozrostl na více než 50. Každé povolání má své unikátní dovednosti, které odpovídají typickým rolím ve hrách na hrdiny. Velké množství vybavení herních postav je dostupné výhradně určitým povoláním.
Všichni hráči začínají jako "Novice" (tj. nováček). Novice je tréninkové povolání, které novému hráči umožňuje seznámit se s herními základy. Hráč má po dosažení určité úrovně (v závislosti na vybraném povolání) tři možnosti: 1) výběr jednoho z "First Classes" (tj. prvních povolání), 2) výběr z "Expanded Classes" (tj. rozšířených povolání), nebo 3) stát se "Super Novice (tj. supernováčkem). Po dosažení další potřebné úrovně mohou postavy prvního povolání postoupit na "Second Class" (tj. druhá povolání). Každé první povolání má na výběr ze dvou možností pro druhé povolání. Například "Swordsman" (tj. šermíř) může postoupit na povolání "Knight" (tj. rytíř) nebo "Crusader" (tj. křižák). Hráč má po dosažení základní úrovně 99 a úrovně povolání 50 možnost "znovuzrodit" svojí postavu (to se netýká rozšířených povolání a Super Novice). Znovuzrození vrací postavu zpátky na základní úroveň a úroveň povolání 1. Znovuzrozené postavy se obecně vyvíjejí jako obyčejné postavy až do postupu na druhé povolání, kde místo druhého povolání postavy přestoupí na "znovuzrozené druhé povolání", což znamená více dovedností a větší počet charakterových bodů. Ovšem křivka získávání zkušeností je pro ně výrazně strmější.
Třetí povolání mohou být dosažena s postavou druhého nebo znovuzrozeného druhého povolání. Hráči, který přeskočí znovuzrození (čili opakovaný vývoj) a postoupí rovnou na třetí povolání, není umožněno získat zpětně výhody v podobě dovednostních a charakterových bodů, které by jinak během znovuzrození získal.

## Hudba
Soundtrack Ragnaroku Online se skládá z více než 100 samostatných skladeb, jejichž autorem je SoundTeMP a Hankook Recording Studio, doplněných skladbami od NEOCYON a dalších. Herní hudba pokrývá mnoho hudebních žánrů, včetně trance, techna, jazzu, rocku, a klasiky. Nové skladby jsou přidávány do soundtracku s každým rozšířením herního světa.

## Světové verze
Ragnarok Online je vyvíjen a provozován společností Gravity v Jižní Koreji, jeho mezinárodní verze jsou pak licencovány a provozovány společnostmi v jednotlivých světových regionech. To vede k množství rozdílů ve hře, jako jsou překlady, vlastní herní události (např. u příležitosti státních svátků) a platební modely.

## Platební modely
Původně byly všechny oficiální servery placené (formou měsíčního předplatného nebo předplacenými kartami). Dnes většina serverů nabízí vedle placené verze i tzv. "Free to Play" (F2P) model, tedy hru zdarma s určitými omezeními a možností zakoupení speciálních výhod a předmětů. Tyto "mikrotransakce" jsou uskutečňovány pomocí tzv. "Kafra Shop". Platí se v měnách států, kde jsou servery provozovány.

### Free servery
Privátní freeservery Ragnaroku jsou provozované na emulátorech. Kvalitou nedosahují úrovně oficiálních serverů, nicméně hraní na nich je zcela zdarma a často obsahují vlastní úpravy, questy apod.

## Ragnarok Online v Česku
Ragnarok Online se u nás dostal do hráčského povědomí počátkem roku 2004 díky projektu CzechRO a později jeho sesterskému serveru Reborn. Na vlně popularity vzniklo několik dalších fan webových stránek a freeserverů.